# Medicinskopravni aspekti transseksualizma u Srbiji
Medicinskopravni aspekti transseksualizma u Srbiji zasnivaju se na modelu republičkog zakona o priznavanju pravnih posledica promene pola i utvrđivanja transeksualizma. Potreba za ovakvim zakonom nastala je u cilju otvaranja dijaloga o budućim zakonskim rešenjima vezanim za obezbeđivanje pune jednakosti trans osoba naročito u ostvarivanju prava vezanih za lični status i bračne i porodične odnose.
Predložena rešenja u Zakonu, nastala su na načelima i u saradnji pre svega sa organizacijama koje su posvećene pravima trans osoba, polazeći od stanovišta da cilj demokratije nije zaštita interesa većine već opšteg interesa, a opšti interes je da kako svi građani, tako i „nepopularne manjine”, budu podjednako efikasno medicinskipravno i faktički zaštićeni od nasilja i diskriminacije.

## Problemi sa terminom — „transeksualnost“
Termin „transeksualnost“, sveopšte i internacionalno prihvaćenom termin (u aktivističkom, naučno-teorijskom, pravnom i medicinskom kontekstu), u srpskom jeziku često biva tumačen neadekvatno, budući da je bukvalno preveden sa engleskog jezika (engl. transsexual). Reč seks (engl. sex) u engleskom jeziku pored značenja seksualni odnos, znači i pol. 
U srpskom jeziku reč seks isključivo podrazumeva seksualni odnos, a ne i pol, i zato bi možda medicinskipravno bilo adekvatnije i jasnije koristiti termin transpolnost.
Kako je praksa je pokazala da problemi trans osoba mogu ulaziti i u gej, lezbejsku i biseksualnu problematiku (zato što se transosobe mogu i tako osećati/identifikovati, odnosno mogu biti
homoseksualne ili biseksualne orijentacije), važno je istaći da su:
| „ | ...seksualna orijentacija i rodni identitet nezavisne kategorije ličnosti iako se u praksi često dešava velika greška da se LGBT osobe nazivaju „seksualnim manjinama“, što takođe svedoči o najmanjoj vidljivosti, poznavanju, pa i diskriminaciji trans osoba. | ” |

## Osnovna razmatranja
Naučna i teorijska razmatranja iz novije istorije ukazuju da fenomen transrodnosti, sa svim kategorijama koje obuhvata, predstavlja kontinuum i da svaka osoba zauzima specifično mesto na spektru transrodnosti, a da se pri tome procesi unutar osobe u odnosu na transrodnost mogu menjati
i razvijati. Kroz istoriju razvijenih društava sve više se gube granice između transvestizma odnosno krosdresinga, transeksualnosti i transrodnosti, jer jedna osoba može u fazama prolaziti kroz sve
pomenute kategorije (npr transeksualna osoba koja ima potrebu za modifikacijom tela, da bi ga uskladila sa sopstvenim doživljajem rodnog identiteta, može imati potrebu za različitim stepenom modifikacija od druge transeksualne osobe).

### Terminologija u ovoj oblasti
Transseksualnost
Ovim terminom označava se složeni poremećaj pa se mnogobrojni termini koriste kako bi se opisale biološke i psihosocijalne kategorije, ali i proces promene pola. Ljudi su određeni svojim polom i rodom, odnosno polnim i rodnim identitetom.
Pol
Pol se odnosi na biološke karakteristike sa kojima je neka osoba rođena, a koja omogućava binarnu kategorizaciju na muški odnosno ženski pol. Osnovu za ovu podelu čini izgled polnih organa. 
Rod
Za razliku od pola rod je sociopsihološka kategorija koja uključuje individualni doživljaj pripadanja određenom polu, osoba zna da li je muško ili žensko (ili u vrlo retkim slučajevima oboje ili nijedno). Kod većine ljudi usklađeni su pol u kome je osoba rođena i rodni identitet. Međutim ukoliko se ove dve kategorije ne podudaraju nastaje poremećaj za koji postoje razni nazivi: 
- Transseksualnost, koja  se odnosi na osobe koje u svome transrodnom identitetu teže prema modifikaciji svoga tela kako bi promenile pol. Zato je transseksualnost stanje koje zahteva medico lečenje.
- Transrodnost, koja  se odlikuje u  nadilaženju rodne uloge i identiteta, i društvena je kategorija.[4]
- Poremećaj rodnog identiteta (engl. gender identitydisorder-GID) je nadređeni pojam i označava skup poremećaja kojima je zajednička karakteristika biti osoba suprotnog pola. Afektivna komponenta ovoga poremećaja je rodna disforija (engl. gender dysphoria), koju osim nezadovoljstva sopstvenim polom i želje da se bude suprotnoga pola karakteriše i to što taj pol biva prihvačen od drugih.[3]

Homoseksualnost — seksualna orijentacija
Homoseksualnost se još od 1973. ne smatra duševnom bolešću — a seksualna orijentacija se određuje na osnovu onoga šta (ili ko) kod određene osobe izaziva seksualnu reakciju.

## Osnovna dokumenta neophodna za razvoj i poštovanje prava trans osoba
Dva izuzetno važna dokumenta za razvoj i poštovanje prava trans osoba su Preporuke Komesara za ljudska prava Saveta Evrope za zemlječlanice iz 2009. godine i prva, istorijska Deklaracija o trans pravima donetu na Malti 2009. godine.

## Preporuke Komesara za ljudska prava Saveta Evrope za zemlje članice[6]
1. Implementacija međunarodnih standarda za ljudska prava bez diskriminacije i eksplicitna zabrana diskriminacije na osnovu rodnog identiteta.
2. Usvajanje zakona o zločinima iz mržnje, koji omogućuju specifičnu zaštitu transrodnih osoba u odnosu na zločine i incidente motivisane transfobijom.
3. Razvoj brzih i transparantnih procedura u vezi sa promenom imena i pola transrodnih osoba (izvod iz matične knjige rođenih, lične karte, putne isprave, diplome i drugi slični dokumenti).
4. Ukidanje sterilizacije i drugih obaveznih medicinskih zahvata kao zakonskog preduslova za prepoznavanje rodnog identiteta u zakonu, te legalnu promenu imena i pola.
5. Mogućnost pristupa tretmanima promene pola (kao što su hormonski, hirurški i psihološki), dostupnost svim trans osobama, kao i njihovo finansiranje iz državnih fondova.
6. Ukidanje bilo kakvih ograničenja prava transrodnih osoba da ostanu u već postojećim bračnim zajednicama i nakon priznate promene pola.
7. Priprema i implementacija politika koje sprečavaju diskriminaciju i isključivanje transrodnih osoba sa tržišta rada, edukativnih i zdravstvenih sistema.
8. Uključivanje i konsultacija transrodnih osoba pri kreiranju i implemetaciji politike i akonodavstva koja se odnose direktno na njih.
9. Organizovanje edukativnih programa, treninga i kampanja podizanja svesti o postojanju iskriminacije i kršenju ljudskih prava na osnovu rodnog identiteta.
10. Obezbediti trening zdravstvenim radnicima, uključujući psihologe, psihijatre i lekare opšte prakse, o potrebama i pravima transrodnih osoba, te upoznati sa kriterijumima punog poštovanja trans osoba.
11. Uključiti pitanja ljudskih prava transrodnih osoba u aktivnosti nacionalnih tela i struktura u nacionalnim sistemima koje se bave jednakošću i ljudskim pravima.
12. Razvoj istraživanja koja bi prikupila i analizirala podatke o stanju ljudskih prava transrodnih osoba, uključujući diskriminaciju i netoleranciju u vezi sa zaštitom prava na privatnost.

## Stanje u nekim evropskim i drugim zemljama
U Nemačkoj transseksualna osoba po obavljenoj operaciji o trošku države ima pravo na promenu svog pravnog statusa u svim njegovim elementima. Pod određenim uslovima, i transrodne osobe mogu promeniti ime ali ne i svoj rodni status.
U Hrvatsnoj postoji zakonom predviđena procedura za hormonalno operativnu promenu pola, a krajem 2011. donet je novi Pravilnik Ministarstva zdravstva koji dopušta promenu pola u ličnim dokumentima i pre obavljenog operacijskog zahvata, odnosno bez njega. 
U Argentini je potvrđen Zakon o rodnom identitetu koji dozvoljava svakoj osobi da svoj pol identifikuje u službenim dokumentima po svom izboru.

## Stanje u Srbiji
U prvim decenijama 21. veka u Srbiji se postepeno formira svest među zagovornicima ljudskih prava o potrebi priznavanja transseksualnim osobama njihovog novostečenog pola i novog imena radi pravnog kontinuiteta promena započetih hormonalno, ao0končanih operativnim putem. 
Shvatanja o njihovom braku, kako onog prethodnog, tako i eventualno mogućeg, budućeg, treba tek da se oformi, kao i pravo na društveno priznato roditeljstvo i pravo da u svome novom polu koriste pravna sredstva zaštite u svim životnim situacijama i aspektima, naročito u radnim odnosima.
Iko je transseksualnost decenijama tabu tema u Srbiji u Beogradu se još od 1989. obavljaju operacije promene pola. Danas Srbija ima četiri specijalizovana centra za ovu vrstu operacije u koja dolaze i strani državljani, jer su cene lečenja u Evropi i do 10 puta veće. Međutim napredak medicine u ovoj oblasti nije godinama na adekvatan način pratilo i zakonodavstvo koje je trebalo da reguliše sve postupke i prava u toku ovog veoma komplikovanog lečenja.
Veliki napredak u ovoj oblasti učinila je Srbija u Zakonu o zdravstvenom osiguranju ("Sl. glasnik RS", br. 107/2005, 109/2005 - ispr., 57/2011, 110/2012 - odluka US, 119/2012, 99/2014, 123/2014,
126/2014 - odluka US, 106/2015 i 10/2016) u kome se u čl.45 (Zdravstvene usluge koje se obezbeđuju iz sredstava obaveznog zdravstvenog osiguranja) po prvi put u istoriji zdrvastva Srbije navodi da:
| „ | U ostvarivanju prava na zdravstvenu zaštitu iz obaveznog zdravstvenog osiguranja iz čl. 34. - 44. ovog zakona, osiguranim licima obezbeđuje se: 4) stav 4, najmanje 65% od cene zdravstvene usluge iz sredstava obaveznog zdravstvenog osiguranja za: promenu pola iz medicinskih razloga. | ” |